# Manuel Navarrete
Manuel Navarrete (Zamora, 1768 – Tlalpujahua, 1809) è stato un francescano messicano.
Aderente all'Arcadia sudamericana, fu autore dell'opera Poema eucaristico della divina Provvidenza (1808) ispirato a Luis de León e della raccolta Poesie (1823).